# Silvares (Fundão)
Silvares ist eine Gemeinde (Freguesia) im portugiesischen Kreis Fundão. In ihr leben 968 Einwohner (Stand 19. April 2021).